# Aegus kurosawai
Aegus kurosawai là một loài bọ cánh cứng trong họ Lucanidae. Loài này được Okajima & Ishikawa mô tả khoa học năm 1986.